# Mattias Eklundh
Mattias Eklundh (Göteborg, 1969. október 6. –) svéd gitáros. Helyi zenekarok után 1992-ben alakította meg a Freak Kitchent, de szólólemezei is jelentek meg, valamint három Soilwork albumon is hallható védjegyszerű játéka egy-egy szóló erejéig.

## Pályafutás
Hatévesen vett egy Kiss lemezt, aminek olyannyira a hatása alá került, hogy nekiállt dobolni. Tizenegy éves korában egy Frank Zappa koncert után döntött úgy, hogy a dobverőket gitárra váltja. Autodidakta lévén a könyvtárakból kölcsönzött zeneelméleti  könyvekből képezte magát.
A 80-as években a Frozen Eyes és a Fate zenekarokban játszott, majd 1992-ben megalapította a Freak Kitchent.
1999-ben adta ki első szólólemezét , Freak Guitar címmel melyen több stílus keveréke hallható: jazz, hard rock vagy akár szamba.  A folytatás 2004-ben jelent meg The Road Less Travelled címen. A Freak Kitchen élén legutóbb 2009-ben adott ki lemezt Land of the Freaks címen. Évente háromcsoportnyi haladó szintű gitárossal elvonul a svédországi vadonba, az általa szervezett Freak Guitar Camp táborba. Az egyhetes gitárkurzuson minden szóba kerül, többek közt a zeneelmélet, a szokatlan technikák és a zeneipar. Az oktatás napi tíz órában folyik, a többi ébren töltött percben pedig a kulcsszó a gyakorlás!

## Stílus
Mattias az instrumentális gitárzene igazi különce. Zenéjében a Frank Zappa féle eklektikusság keveredik a gypsy jazzel a szambával vagy a hard rock/heavy metallal. Technikájában ötvözi a villámgyors futamokat, a rafinált tapping technikát és a tremolókar trükkös használatát. Mindezt különleges dallamokkal, poliritmikával, szokatlan ütemekkel és rendhagyó megoldásokkal fűszerezi. A számtalan furcsa hanghatás ellenére nem használ a gitárján és az erősítőjén kívül semmi mást csak egy wah-wah pedált. Gyakran faggatják, hogy milyen wah pedált használ , amin mindig jót derül.

## Felszerelés
Girárok: Caparison Apple Horn  (27 érintős gitár)
Erősítő: Laney VH100R, GS ládák
Pedálok: Wah pedál

## Diszkográfia
Szóló:
- Mr Libido – Sensually Primitive (1996)
- Freak Guitar (1999)
- Freak Guitar: The Road Less Traveled (2004)

Freak Kitchen:
- Appetizer (1994)
- Raw (1994)
- Swedish Hard Rock and Heavy Metal 1970-1996 (1996)
- Spanking Hour (1996)
- Junk Tooth (EP) (1997)
- Freak Kitchen (1998)
- Dead Soul Men (2000)
- Move (2002)
- Lost in Bordeaux – promo (2002)
- Swedish Hard Rock & Heavy Metal – bonus CD (2002)
- Nobody's Laughing (DVD szingle) (2002)
- Organic (2005)
- Land of the Freaks (2009)

Egyéb:
- Frozen Eyes – The Metal Collection III (1987)
- Frozen Eyes – Frozen Eyes (1988)
- Fate – Scratch 'N' Sniff (1990)
- Road Ratt – Road Ratt (1992)
- Is this tough or what? – válogatás (1992)
- Pagan – The Weight (1993)
- Triple & Touch – T & T (1993)
- Tornado Soup – Tornado Soup (1994)
- Hans Lindell – En del av bilden (1996)
- Sven Olander – Air Blue (1997)
- Locomotive Breath (1997)
- Hans Sahlin – Hans Sahlin (1997)
- Evergrey – The Dark Discovery (1998)
- Torben Schmidt (1998)
- Soilwork – The Chainheart Machine (1998) dal: – Machine Gun Majesty
- Janne Lucas (1998)
- Guitar Oddysey – A tribute to Yngwie Malmsteen (1999)
- Soilwork – A Predator's Portrait (2001) dal: – Needlefeast
- Warmth in the Wilderness – A tribute to Jason Becker (2001)
- Bumblefoot – 9.11 (2001)
- Plug In (2001) (Unreleased)
- Mister Kite- All In Time (2002)
- Locomotive Breath – Heavy Machinery (2002)
- Soilwork – Natural Born Chaos (2002) dal: – No More Angels
- Johan Randen – Lead Guitar (2002)
- Audiovision – The Calling (2005)
- United – DVD (2005)
- Petrus – Come What Might (2005)
- Martin Motnik és Gregg Bissonette – Bass Invader (2005) dal: – YYZ
- Art Metal – Art Metal (2007)

Videó:
- Freak Guitar Vol 1 (1995) (VHS)
- Hyper Freak Exercise (1999) (Audio CD)
- Hyper Freak Exercise DVD (2001) (DVD)
- Super Virtuosity DVD (2004) (DVD)